# Hemiptelea davidii
Hemiptelea davidii, de la familia de las Ulmaceae, es un árbol que crece en laderas de colinas aunque a menudo se encuentra plantado en jardines particulares, siempre en altitudes inferiores a 2000 m s. n. m. . Son originarios de China y Corea, y se pueden encontrar, en la actualidad, extendidos por todo el Sudeste asiático.

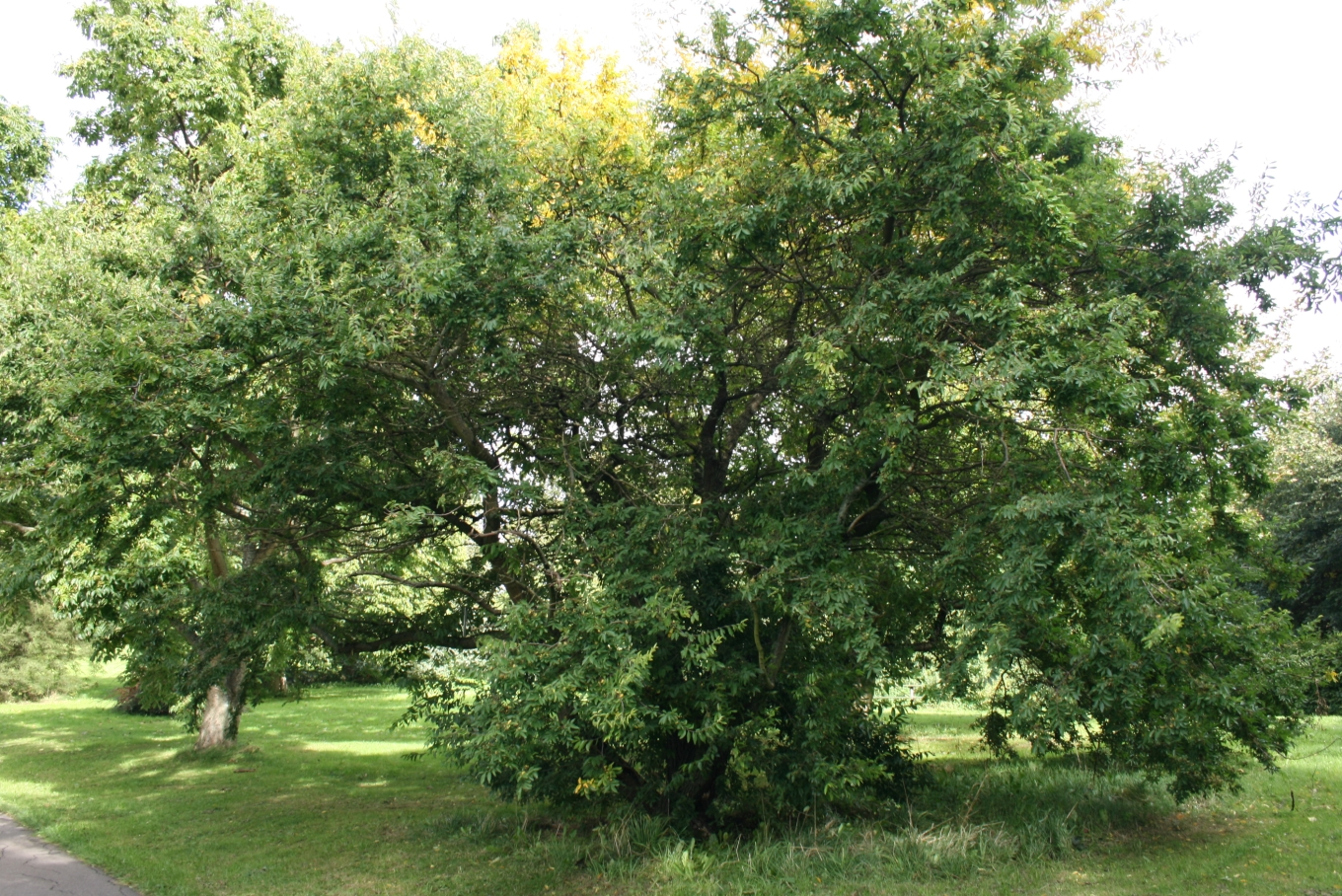
Hábitat de Hemiptelea davidii

## Descripción
Es un árbol caducifolio que puede llegar a medir 15 metros de altura. Es un ejemplar resistente a los cambios climáticos y a los diferentes tipos de tierra. Está en flor en abril y sus semillas maduran de septiembre a octubre. Las flores son hermafroditas. Este árbol prefiere la luz pero admite suelos arenosos, medios o arcillosos y, aunque se da mejor en suelos ácidos, admite también suelos neutros y alcalinos. 

## Usos
Sus hojas se utilizan en forma de té por sus cualidades diuréticas. La corteza se utiliza para la fabricación de tejidos (similares a la arpillera). Su dura madera se emplea para fabricar utensilios y de las semillas se extrae aceite, principalmente como emulsionante, ya que se desconoce su uso como alimento.

## Taxonomía
Hemiptelea davidii fue descrita por  Jules Emile Planchon y publicado en Comptes Rendus Hebdomadaires des Séances de l'Académie des Sciences 74: 131–132, en el año 1872.
sinonimia
- Hemiptelea davidiana Priemer
- Planera davidii Hance
- Zelkova davidiana (Priemer) Bean
- Zelkova davidii (Hance) Hemsl.[2]